# گیاکومو برلاتو
گیاکومو برلاتو (ایتالیایی: Giacomo Berlato؛ زادهٔ ۵ فوریهٔ ۱۹۹۲) دوچرخه‌سوار اهل ایتالیا است.
از باشگاه‌هایی که در آن رکاب زده‌است می‌توان به نیپو–وینی فانتینی اشاره کرد.